# Хокку
Хокку (яп. 発句, літ. "вступний вірш") — вступна строфа японської традиційної спільно створюваної звʼязної поеми, ренга, або його більш пізнього похідного жанру, ренку, (хайкай-но ренга). З часів Мацуо Басьо (1644–1694), хокку почав використовуватись як самостійний вірш: а також включався в хайбун (у поєднанні с прозою). В кінці 19 сторіччя Масаока Сікі (1867–1902) перейменував хокку, який використовувався окремо, в «хайку», і саме цей термін тепер застосовується до всіх хокку, що зʼявляються окремо від ренку або ренга, незалежно від часу написання. Термін хокку як і раніше використовується в своєму первісному значенні, як вступний вірш звʼязної поеми.

## Зміст
У традиціях ренга і ренку, хокку, як вступний вірш поеми, завжди займав особливе місце. Традиційно хокку запрошували написати найпочеснішого гостя на сеансі написання віршів, і від нього очікувалося, що він похвалить господаря будинку та/або засудить себе (часто символічно), одночасно включивши у вірш відсилання до навколишнього оточення та пори року. (Наступний вірш діставався господареві, який відповідав компліментом гостю, знову ж таки, зазвичай символічно). 

## Форма
Як правило, хокку має довжину 17 мор і складається з трьох метричних частин по 5, 7 і 5 мор відповідно. Єдиний серед віршів поеми, хокку включає кіредзі , або «роздільне слово», яке з'являється наприкінці однієї з трьох його метричних частин. Як і всі інші строфи, японський хокку традиційно пишеться одним вертикальним рядком.